# 你正在看着夕阳吗？ (JKT48单曲)
《你正在看着夕阳吗？》（Yuuhi wo Miteiruka?）是印度尼西亚女子偶像组合JKT48的第2张单曲唱片，于2013年7月3日由Hits_Records發行。此唱片的主打A面曲《Yuuhi wo Miteiruka?》實際上就是姊妹團體AKB48的第6首單曲《妳正在看著夕陽嗎？》（日语：夕陽を見ているか?），只是將歌詞從日文翻譯成印度尼西亞語，並盡量保持與日文版本接近的意思。

## 概要
單曲分為两種版本，通常盤及劇場盤。單曲在印度尼西亞發行之後，通常盤也將在日本發行特別版。
Team KIII的五人是首次进入选拔组。本作的選拔組成員數量減至10名（16名），故前作的選拔成員中Ayana、Gabriela、Jessica Vania、Stella、Aki、Devi、Delima、Beby、Rica、Rezky、Rena11人落選。

## 收录曲目
封面写真：「Yuuhi wo Miteiruka?」選抜成員10名

### 通常盤
CD
1. Yuuhi wo Miteiruka?（Apakah Kau Melihat Mentari Senja?） [4:55]
（日文原版作詞：秋元康、作曲：岡田実音、編曲：高島智明）
原曲是AKB48的第6张单曲《妳正在看著夕陽嗎？》。
2. Nagai Hikari（Matahari Senja）- Team J [6:00]
（日文原版作詞：秋元康、作曲・編曲：井上義正（日语：井上ヨシマサ））
《JKT48 Team J 1st Stage“恋爱禁止条例”》公演中的歌曲。
原曲是《TeamA 5th Stage「恋愛禁止条例」》公演的歌曲《永恒之光》（長い光）。
3. 1! 2! 3! 4! Yoroshiku! - Team KIII [5:03]
（日文原版作詞：秋元康、作曲：築田格（日语：ケダマ）、編曲：前口渉）
原曲是SKE48的第四张单曲《1!2!3!4! 請多關照!》。
4. Viva! Hurricane! - Team KIII [3:58]
（日文原版作詞：秋元康、作曲・編曲：井上義正）
《JKT48 Team KIII 1st Stage“我的太阳”》公演中的歌曲。
原曲是《向日葵组 1st Stage“我的太阳”》公演中的歌曲《Viva! Hurricane》 （ビバ!ハリケーン），在AKB48发行的原作中也收录了这首歌的原版。

DVD
1. Yuuhi wo Miteiruka? - Apakah Kau Melihat Mentari Senja? - Music Video
2. Yuuhi wo Miteiruka? - Apakah Kau Melihat Mentari Senja? - Making Video Behind the Scenes

特典
- 選抜成員生寫真 1張（10名成员中隨機封入1张）
- Team KIII Special Photo（初回版限定封入10000张）

日本發行特別版特典特典
- 高城亞樹和仲川遙香合影生寫真 1張（2種）

### 劇場盤
CD
1. Yuuhi wo Miteiruka?
2. Nagai Hikari - Team J
3. 1! 2! 3! 4! Yoroshiku! - Team KIII

特典
- 個別握手券1枚（只有在JKT48剧场购买才有）
- 成员扑克牌1枚（51名成员中随机封入一张）

## 選拔成員

### Yuuhi wo Miteiruka?
（Center：Melody Nurramdhani Laksani、Jessica Veranda）
- Team J：Haruka Nakagawa、Jessica Veranda、Melody Nurramdhani Laksani、Nabilah Ratna Ayu Azalia、Shania Junianatha。
- Team KIII：Cindy Yuvia、Natalia、Ratu Vienny Fitrilya、Rona Anggreani、Shinta Naomi。

### Nagai Hikari
- Team J：Aki Takajo、Ayana Shahab、Beby Chaesara、Cindy Gulla、Devi Kinal Putri、Haruka Nakagawa、Jessica Vania、Jessica Veranda、Melody Nuramdhani、Nabilah Ayu、Rena Nozawa、Rezky Wiranti Dhike、Sendy Ariani、Shania Junianantha、Sonya Pandarmawan、Stella Cornelia

### 1! 2! 3! 4! Yoroshiku!
- Team KIII：Alicia Chanzia、Cindy Yuvia、Della Delila、Dwi Putri Bonita、Jennifer Hanna、Lidya Maulida、Nadila Cindi Wantari、Natalia、Noella Sisterina、Riskha Fairunissa、Ratu Vienny Fitrilya、Rona Anggreani、Shinta Naomi、Sinka Juliani、Thalia、Viviyona Apriani

### Viva! Hurricane!
- Team KIII：Alicia Chanzia、Cindy Yuvia、Della Delila、Dwi Putri Bonita、Jennifer Hanna、Lidya Maulida、Nadila Cindi Wantari、Natalia、Noella Sisterina、Riskha Fairunissa、Ratu Vienny Fitrilya、Rona Anggreani、Shinta Naomi、Sinka Juliani、Thalia、Viviyona Apriani

## 脚注
1. ↑  . JKT48公式网站. 2013-07-02  [2013-07-03]. （原始内容存档于2016-11-03） （日语）.
2. ↑  . AKB48 DVD&CD SHOP.   [2013-07-03]. （原始内容存档于2013-07-06）.